# Blue Ghost Mission 1
Blue Ghost Mission 1 – komercyjna bezzałogowa misja księżycowa zorganizowana przez Firefly Aerospace wystrzelona 15 stycznia 2025 roku. Misja jest realizowana w ramach programu Commercial Lunar Payload Services finansowanego przez NASA. Misja ta ma na celu wsparcie przyszłej załogowej misji księżycowej w ramach realizowanego przez NASA programu Artemis. Lądownik Blue Ghost był rozwijany i testowany przez kilka lat, by z powodzeniem wystartować z Centrum Kosmicznego Johna F. Kennedy’ego na pokładzie rakiety Falcon 9 Block 5 należącej do SpaceX.
Lądownik Blue Ghost został zaprojektowany z myślą o lądowaniu na powierzchni Księżyca i przeprowadzeniu 60-dniowej misji. Szacuje się, że dostarczy on 94 kilogramy ładunku użytecznego do Mare Crisium. Cele misji obejmują analizę regolitu księżycowego, badanie właściwości geofizycznych oraz badanie powiązań między wiatrem słonecznym a ziemskim polem magnetycznym.
Lądownik przeniósł na Księżyc zaawansowane instrumenty naukowe, takie jak urządzenie do badania przyczepności regolitu, retroreflektor do przeprowadzenia precyzyjnych pomiarów odległości, komputer odporny na promieniowanie kosmiczne.

## Historia
W dniu 4 lutego 2021 roku NASA w ramach programu Commercial Lunar Payload Services przyznała Firefly Aerospace kontrakt o wartości 93,3 milionów dolarów na dostarczenie dziesięciu eksperymentów naukowych i demonstracji technologicznych na Księżyc w 2023 roku.
20 maja 2021 roku Firefly Aerospace wybrała rakietę Falcon 9 Block 5 do wyniesienia lądownika księżycowego Blue Ghost. Decyzja ta została podjęta ze względu na wydajność i ładowność Falcona 9, których rakieta Firefly Alpha nie byłaby w stanie zapewnić. Firma wskazała, że kolejne misje lądowników Blue Ghost będą wynoszone przez projektowaną rakietę Medium Launch Vehicle należącą do Firefly Aerospace.
Rozwój lądownika Blue Ghost z biegiem lat postępował, a w dniu 26 kwietnia 2022 roku Firefly Aerospace ukończyła proces budowy lądownika Blue Ghost, ogłaszając jego wstępną datę lotu na 2024 rok. Testy środowiskowe lądownika rozpoczęły się w sierpniu 2022 roku w Jet Propulsion Laboratory.
W listopadzie 2024 roku firma Firefly Aerospace oficjalnie ogłosiła, że lądownik Blue Ghost jest w pełni przygotowany do swojej misji, a także ogłosiła oficjalną datę startu na połowę stycznia 2025 roku.

## Przebieg misji
15 stycznia 2025 roku o godzinie 06:11 UTC z kompleksu startowego 39 w Centrum Kennedy’ego pomyślnie wystartowała rakieta Falcon 9 Block 5 z lądownikiem Blue Ghost na swoim pokładzie. 2 marca 2025 roku o godzinie 8:34 UTC lądownik pomyślnie wylądował na powierzchni Księżyca w morzu księżycowym Mare Crisium. Firefly Aerospace stała się tym samym pierwszą prywatną firmą, której udało się w pełni zrealizować miękkie lądowanie statku kosmicznego na Księżycu. Zgodnie z planem misja lądownika na powierzchni Księżyca trwała około 14 ziemskich dni. 